# 布雷萨诺内采邑主教区
布雷萨诺内采邑主教区（德語：Hochstift Brixen, Fürstbistum Brixen, Bistum Brixen）是神圣罗马帝国的一个教会公国，位于现今意大利北部的南蒂罗尔省。它不应与较大的天主教教区相混淆，在该教区采邑主教仅行使普通主教的教会权威。 艾萨克山谷的主教区成立于 6 世纪，并逐渐获得了更多的世俗权力。它在 1027年获得了帝国直辖权后，一直是一个帝国政治体，直到1803年它被世俗化到蒂罗尔。但是作为一个教区它一直存在到1964年，现在是博尔扎诺-布里克森教区的一部分。